# Lyctus africanus
Lyctus africanus es una especie de escarabajo de la pólvora del género Lyctus, categorizada en la tribu Lyctini, de la familia Bostrichidae. Fue descrita por Lesne en 1907.

## Distribución
Se distribuye por África: Argelia, Egipto, Madagascar, Marruecos, Europa: Bélgica, Francia, Alemania, Italia, Polonia, España, Suiza, Reino Unido, América del Norte: Estados Unidos de América y Asia: Israel, Japón, Siria y Turquía.